# Olympique de Médéa
 (février 2021).
Si vous disposez d'ouvrages ou d'articles de référence ou si vous connaissez des sites web de qualité traitant du thème abordé ici, merci de compléter l'article en donnant les références utiles à sa vérifiabilité et en les liant à la section « Notes et références ».
Maillots
Actualités
Dernière mise à jour : 17 novembre 2021.
L'Olympique de Médéa (en arabe : أولمبي المدية), plus couramment abrégé en OM, est un club algérien de football fondé en 1945 et basé dans la wilaya de Médéa.

## Histoire

### Période coloniale française

#### Mouvement sportif à Médéa avant l'OMM (1923-1945)

##### L'époque du Mouloudia Club Médéen (MCM)
Avant que le club actuel voit la lumière en 1945, la ville de Médéa a connu plusieurs tentatives de création d'une structure sportive qui la représente aux différentes manifestations sportives. Le premier pas a été l'avènement du Mouloudia Club Médéen le 18 juin 1923 ; en écho au club algérois nouvellement crée: le Mouloudia Club d'Alger (créé en 1921) . La fondation du club s'inscrivait à l'époque dans l'élan indépendantiste du mouvement national algérien contre la colonisation française de l'Algérie. Le club n'a pas pu survivre plus de deux saisons.

##### L'époque duSporting Club Médéen
Le deuxième club créé par la suite était le Sporting Club Médéen, fondé par les Européens d'Algérie le 10 septembre 1907 ou les joueurs musulmans algériens ne pouvaient pas faire partie. Le club a disparu, une fois que l'Algérie a eu son indépendance, en 1962.

##### L'époque duCroissant Médéen
La troisième tentative en 1937, était avec le club sportif et culturel : Croissant Médéen, Cette initiative était complémentaire avec celle du club voisin : l'Étoile Blidéen; le choix du nom avait une relation avec le symbole du mouvement national algérien: l'étoile et le croissant. Le club disparaitra à cause de la seconde guerre mondiale (1939-1945).

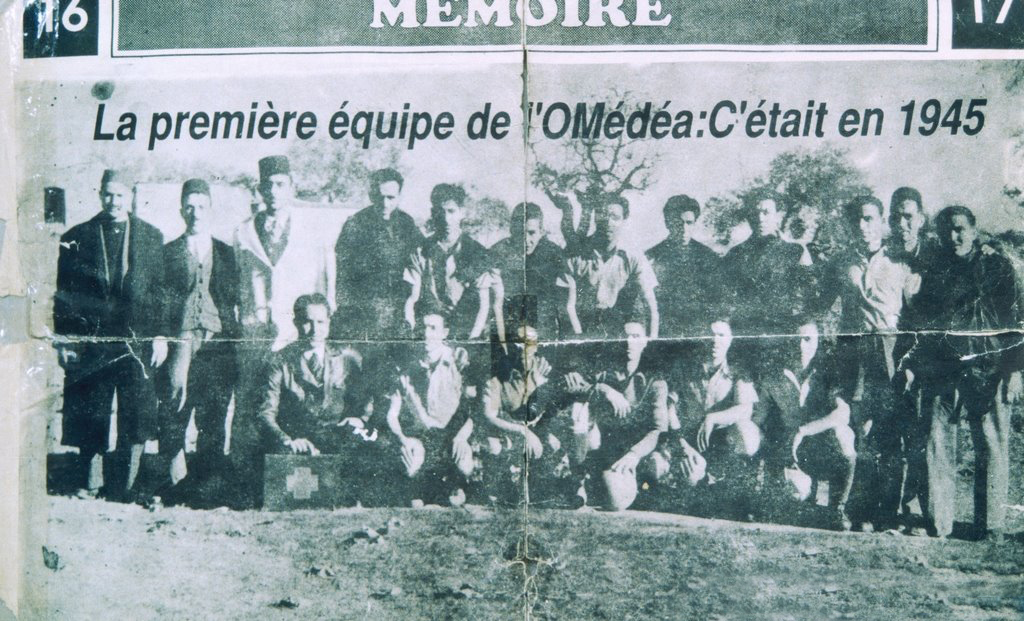
Premier rang et de gauche à droite : 1 - Sekaken Abdelkader dit \" El Antri \" 2 - El Mohri Abderrahmane 3 - Benteghri El Hadj dit \" Panagré \" 4 - Fergani Abdelkader dit \" Benmalek \" 5 - Bouchnafa Mohamed 6 - Mokhbat Mustapha.
Debout et de gauche à droite : 1 - Bensaid Getthen 2 - Hamoudi Hamouda 3 - Ouali Mustapha (Président) 4 - Non identifié 5 - Belhadj Djilali 6 - Lamouri Mohamed 7 - Enfoussi Noiurdine 8 - Tair Mohamed 9 - Tchikou Mohamed 10 - Benkhaled Mohamed dit \" Berba \" 11 - Ould Ramoul Abdelkader 12 - Hadjersi Abdelkader.

#### Fondation de l'Olympique de la Médina de Médéa OMM en 1945
Après les Événements de 8 mai 1945 en Algérie qui ont suscite un émoi général dans la population musulmane et exacerbé le sentiment national pour l'indépendance de l'Algérie, les habitants de la capitale du Titteri à l'époque décident de mettre en place à nouveau un club de football pour incarner le militantisme sportif algérien face aux clubs Européens d'Algérie ; et c'est à ce moment que Hadi Ben Taghri, Sahraoui Cheikh Touhami, Noureddine Anfoussi, Ahmed Meziani et Mustapha Ouali se réunissent pour faire les dernières retouches pour fonder le club ; ils choisissent l'orange et le bleu comme couleurs du club en évitant les couleurs : (vert, rouge et blanc) considérées dans l'imaginaire populaire algérien comme patriotiques pour ne pas susciter la méfiance des autorités coloniales françaises à l'époque.
La première composition du bureau dirigeant était la suivante :
- Mustapha Ouali (président),
- Rostol Rooney (premier vice-président - Libéral français),
- Mohamed Hadjersi (deuxième vice-président),
- Mohamed Toubal Sghir (trésorier),
- Djilali Mermouz (vice-trésorier),
- Abdelkader Skakène (secrétaire général),
- Abdelhamid Zaouidi (vice-secrétaire général).

Les membres de l'assemblée générale étaient : Sahraoui Cheikh Touhami, Olgara Antoine (libéral français), Mustapha Ben Dali, Hamouda Tlemçani, Abdelkader Ben Guermitte, Mohamed Ali Derradji, Hamouda Hamoudi.
La première liste des joueurs était :
Abdelkader Fergani, Mohamed Menkache, Mohamed Tair, Hadi Ben Teghri, Mustapha Mokhbat, Mohamed Ben Khaled, Mohamed Tchikou, Mohamed Ouali Tchikou, Djilali Belhadj, Mohamed Said Bouchenafa, Abdelkader Tlemçani, Noureddine Enfoussi, Lamouri Mohamed, Foudhil Ould Ramoul, Abderrahmane Mohri, Mahmoud Hantabli, Kaddour Mouhoubi, Mohamed Mouhoubi, Ahmed Ould Rouiss.
C'est Rachid Ben Dali qui a dressé le procès-verbal d'installation de l'équipe le 7 juillet 1945.

#### De la D3 jusqu'au D1 du football Algérien (1945-1956)
Le club débutera la saison 1945-1946 en championnat de la troisième division D3, l'Olympique de Médéa prépare la saison avec un match amical contre l'ASI Boufarik (Association Sportif Islamique Boufarikéenne). La saison commence officiellement contre l'équipe de Berrouaghia d'un score (3-0) le premier but lors d'un match officiel dans l'histoire du club était inscrit par Mustapha Mokhbat, lors de cette saison le club connaissait un vrai appui de la part des clubs algériens notant le MC Alger qui a offert un équipement sportif pour exprimer la fraternité et la solidarité entre clubs algériens islamiques lors de la colonisation française.
La saison suivante 1946-1947, le club réalise une accession en deuxième division D2. Lors de la saison de 1947-1948 l'équipe est promu en première division D1, elle joue pour une seule saison en première division (1948-1949) pour redescendre en deuxième division où il joue la saison 1949-1950, cette saison finirait par une nouvelle accession en D1, l'équipe jouait en D1 jusqu'au déclenchement de la guerre de la libération dont l'Olympique de Médéa jouait le dernier match en début de l'année de 1956 à El Affroun, l'OM a gagné de trois buts à zéro (Slimane Tayir, Abdelkader Hannachi et Abdelkader Tlemçani), les joueurs et les dirigeants rejoignaient la guerre de la guerre de la libération contre la colonisation française.

### Période de l'Algérie indépendante

#### Finale historique en Coupe d'Algérie (1994-1995)
L'OM n'a pas un palmarès riche mais en 1995, le club a atteint la finale de la coupe d'Algérie pour la première fois de son histoire face au grand spécialiste de cette compétition le CR Belouizdad, les médéens ont ouvert le score à la 45e minute par Kamel Djahmoune mais ils ont finalement perdu le match sur le score de 2-1.
En 1996, l'équipe a participé à la Coupe arabe des vainqueurs de coupe à Amman en Jordanie. Ils ont été éliminés en demi-finale par l'équipe marocaine de l'Olympique de Khouribga malgré une belle performance face à l'équipe qui allait devenir le vainqueur final de l'épreuve.

#### Retour en divisions inférieures
L'équipe a réussi à obtenir une promotion au championnat d'Inter-Régions après avoir terminé en tête de la Ligue Régionale de Football de groupe Blida avec 11 points d'avance sur le deuxième.

#### L'OM parmi l'élite des clubs professionnels (2010-2016)
En 2010, le club est devenu membre de la nouvelle Ligue Professionnelle 2. Le club a remplacé le WA Boufarik en raison de leur refus de prendre les mesures nécessaires pour devenir un club professionnel, l'Olympique de Médéa évoluera en ligue 2 professionnelle 2010-2011 grâce à son statut professionnel et fut classée 5e..
Avant le match historique de la JS Kabylie face au Al Ahly au Caire le 29 août 2010, la JSK a l’honneur d’affronter l’OM dans leur antre au stade Imam Lyes de Médéa, la JS Kabylie l’emporte sur le petit score de 1-0 contre un club pourtant evoluant en seconde division , la JSK perdra d’ailleurs face a Al Ahly.

#### Une accession historique en Division I algérienne (2016)
Lors de la saison 2015-16, l'OM se classe comme champion de la Ligue 2 et réussit enfin à se hisser pour la première fois de son histoire en Ligue 1 algérienne, un exploit tant attendu depuis plusieurs années pour un club symbole de toute la ville de Médéa et de toute la région du Titteri. Le club parvînt à remonter en Ligue 1 après sa descente en 2018, il redescend en 2022 à la suite de la modification du règlement du championnat qui fait descendre le 15 é du championnat.

## Image et identité

### Couleurs
Les couleurs de l'Olympique de Médéa sont l'Orange et le Bleu.

### Noms précédents
Olympique de la Médina de Médéa (OMM)

### Logos

Ancien logo du club
Logo actuel du club

## Bilan sportif

### Palmarès
| Compétitions nationales | Compétitions internationales                                   |
| - Coupe d'Algérie : - Finaliste : 1994-95. - Ligue 2 (2) : - Champion : 2015-16 et 2019-20. - Vice-champion : 1982-83 et 1992-93. - DNA (2) : - Champion Gr. Centre : 1970-71 et 2009-10. - Inter-région (1) : - Champion Gr. Centre : 2008-09. | - Coupe arabe des vainqueurs de coupe - Demi finaliste : 1996. |

 Champion du monde de trampoline

### Bilan
- 1962-63 : C-H Gr, Centre Gr III, 5e
- 1963-64 : D-PH, 11e
- 1964-65 : D3, Gr. centre ?e
- 1965-66 : D3, Gr. centre ?e
- 1966-67 : D3, Gr. centre 5e
- 1967-68 : D3, Gr. centre 10e
- 1968-69 : D3, Gr. centre ?e
- 1969-70 : D3, Gr. centre ?e
- 1970-71 : D3, Gr. Centre 1er
- 1971-72 : D2, Gr. centre A 8e
- 1972-73 : D2, Gr. centre 16e
- 1973-74 : D3, Gr. centre ?e
- 1974-75 : D3, Gr. centre ?e
- 1975-76 : D3, Gr. centre ?e
- 1976-77 : D3, Gr. centre ?e
- 1977-78 : D3, Gr. centre ?e
- 1978-79 : D3, Gr. centre ?e
- 1979-80 : D3, Gr. centre ?e
- 1980-81 : D2, Gr. centre-ouest 9e
- 1981-82 : D2, Gr. centre-ouest 3e
- 1982-83 : D2, Gr. centre-ouest 2e
- 1983-84 : D2, Gr. centre-ouest 3e
- 1984-85 : D2, Gr. centre 5e
- 1985-86 : D2, Gr. centre 3e
- 1986-87 : D2, Gr. centre 6e
- 1987-88 : D2, Gr. centre 4e
- 1988-89 : D2, 9e
- 1989-90 : D2, 5e
- 1990-91 : D2, 5e
- 1991-92 : D2, Gr. centre 5e
- 1992-93 : D2, Gr. centre 2e
- 1993-94 : D2, Gr. centre 4e
- 1994-95 : D2, Gr. centre 3e
- 1995-96 : D2, Gr. centre 3e
- 1996-97 : D2, Gr. centre 9e
- 1997-98 : D2, Gr. centre 8e
- 1998-99 : D2, Gr. centre 14e
- 1999-00 : D3, Gr. centre 10e
- 2000-01 : D3, Gr. centre ?e
- 2001-02 : D4, LRF Centre ?e
- 2002-03 : D4, LRF Centre ?e
- 2003-04 : D4, LRF Blida R2 ?e
- 2004-05 : D5, LRF Blida R2 ?e
- 2005-06 : D5, LRF Blida R2 ?e
- 2006-07 : D5, LRF Blida R2 ?e
- 2007-08 : D5, LRF Blida R2 ?e
- 2008-09 : D4, LRF Blida R1 1er
- 2009-10 : D3, Gr. centre 5e
- 2010-11 : Ligue 2, 5e
- 2011-12 : Ligue 2, 11e
- 2012-13 : Ligue 2, 12e
- 2013-14 : Ligue 2, 5e
- 2014-15 : Ligue 2, 5e
- 2015-16 : Ligue 2, 1er
- 2016-17 : Ligue 1, 12e
- 2017-18 : Ligue 1, 13e
- 2018-19 : Ligue 1, 16e
- 2019-20 : Ligue 2, 1er
- 2020-21 : Ligue 1, 10e
- 2021-22 : Ligue 1, 15e
- 2022-23 : Ligue 2, 11e
- 2023-24 : Ligue 2, 15e
- 2024-25 : D3, Inter-régions Centre-Ouest, ?e

### Parcours de l'Olympique de Médéa en coupe d'Algérie
| Saison  | Tour              | Matchs                 | Résultats       |
| ------- | ----------------- | ---------------------- | --------------- |
| 1962-63 | 1/32 finale       | USMH Alger             | 2-1             |
| 1963-64 | ?e T.R            | ?                      | ?               |
| 1964-65 | 1/32 finale       | USM Blida              | 2-2 par 1er but |
| 1965-66 | ?e T.R            | ?                      | ?               |
| 1966-67 | 1/16 finale       | USM Alger              | 2-1             |
| 1967-68 | ?e T.R            | ?                      | ?               |
| 1968-69 | 1/32 finale       | USM Alger              | 1-0             |
| 1969-70 | 1/32 finale       | US Santé               | 2-0             |
| 1970-71 | 1/16 finale       | MC Oran                | 2-1             |
| 1971-72 | 1/16 finale       | USM Sétif              | 1-0             |
| 1972-73 | ?e T.R            | ?                      | ?               |
| 1973-74 | ?e T.R            | ?                      | ?               |
| 1974-75 | ?e T.R            | ?                      | ?               |
| 1975-76 | 1/32 finale       | WR Snib Khemis Miliana | 3-2             |
| 1976-77 | ?e T.R            | ?                      | ?               |
| 1977-78 | ?e T.R            | ?                      | ?               |
| 1978-79 | ?e T.R            | ?                      | ?               |
| 1979-80 | 1/16 finale       | NA Hussein Dey         | 3-0             |
| 1980-81 | ?e T.R            | ?                      | ?               |
| 1981-82 | 1/16 finale       | USM El Harrach         | 1-1 t.a.b       |
| 1982-83 | ?e T.R            | ?                      | ?               |
| 1983-84 | ?e T.R            | ?                      | ?               |
| 1984-85 | 1/32 finale       | WA Boufarik            | 2-1             |
| 1985-86 | 1/32 finale       | CR Belouizdad          | 3-1             |
| 1986-87 | 1/64 finale       | JS El Binaâ            | 3-0             |
| 1987-88 | 4e T.R            | NRB Berrouaghia        | 1-0             |
| 1988-89 | 1/4 finale        | MSP Batna              | 1-1 t.a.b 4-2   |
| 1989-90 | N.J               | N.J                    | N.J             |
| 1990-91 | 1/16 finale       | ES Guelma              | 1-0             |
| 1991-92 | ?e T.R            | ?                      | ?               |
| 1992-93 | N.J               | N.J                    | N.J             |
| 1993-94 | 1/64 finale       | OMR El Anasser         | ?               |
| 1994-95 | Finaliste         | CR Belouizdad          | 2-1             |
| 1995-96 | 4e T.R            | IR Hussein Dey         | 1-0             |
| 1996-97 | 5e T.R            | MC Oued El-Alleug      | 1-1 (tab)       |
| 1997-98 | ?e T.R            | ?                      | ?               |
| 1998-99 | ?e T.R            | ?                      | ?               |
| 1999-00 | ?e T.R            | ?                      | ?               |
| 2000-01 | ?e T.R            | ?                      | ?               |
| 2001-02 | 1/64 finale       | JS Bordj Menaiel       | ?               |
| 2002-03 | ?e T.R            | ?                      | ?               |
| 2003-04 | ?e T.R            | ?                      | ?               |
| 2004-05 | ?e T.R            | ?                      | ?               |
| 2005-06 | 1/64 finale       | CR Zaouia              | ?               |
| 2006-07 | ?e T.R            | ?                      | ?               |
| 2007-08 | ?e T.R            | ?                      | ?               |
| 2008-09 | ?e T.R            | ?                      | ?               |
| 2009-10 | 1/64 finale       | IR Ouled Naïl          | ?               |
| 2010-11 | 1/32 finale       | USM Bel Abbès          | 2-0             |
| 2011-12 | 1/16 finale       | CS Constantine         | 3-1             |
| 2012-13 | 1/32 finale       | USM Blida              | 2-1             |
| 2013-14 | 1/16 finale       | JSM Tiaret             | 1-0 a.p         |
| 2014-15 | 1/16 finale       | ES Sétif               | 3-2             |
| 2015-16 | 1/64 finale       | RA Ain Defla           | 2-1             |
| 2016-17 | ?e T.R            | ?                      | ?               |
| 2017-18 | 1/16 finale       | IRB Belkheir           | 0-0 t.a.b 7-6   |
| 2018-19 | 1/32 finale       | ES Sétif               | 1-0             |
| 2019-20 | 1/16 finale       | CR Belouizdad          | 1-0             |
| 2020-21 | N.J               | N.J                    |                 |
| 2021-22 | N.J               | N.J                    |                 |
| 2022-23 | Avant-dernier T.R | AE Ain Defla           | -               |
| 2023-24 | 5e T.R            | MC Ouled-Aich          | 1-3 ap          |
| 2024-25 | 4e T.R            | USM Blida              | 0-2             |

### Statistiques Tour atteint
l' Olympique de Médéa à participer en 55 édition, éliminé au tours régionale - fois et atteint les tours finale - fois.
| Édition | 1er tour | 2e tour | 3e tour | 4e tour | 64e de finale | 32e de finale | 16e de finale | 8e de finale | Quart de finale | Demi-finale | Finale | Champion |
| ------- | -------- | ------- | ------- | ------- | ------------- | ------------- | ------------- | ------------ | --------------- | ----------- | ------ | -------- |
| 55      | 00       | 00      | 00      | 2       | 5             | 10            | 10            | 00           | 1               | 00          | 1      | 00       |

## Parcours International

### Coupe Arabe des clubs vainqueurs de coupe
- 1996 a Amman  Jordanie . * 13 mai 1996 :- OMMédéa  Algérie bat El-Wihdet  Jordanie 2-1 buts : - Mekhtiche   32e , Djehmoun   90e . ** 15 mai 1996 : - OMMédéa  Algérie bat Al-Muharek  Bahreïn (3 à 2) *** 17 mai 1996 : -  OMMédéa  Algérie et Al-Riyadhi  SC  Arabie saoudite 1-1 but : Aissa    81 e  **** 20 mai 1996 : -1/2 finales : - Olympique de Khourigba  Maroc bat L'OMMédéa  Algérie (2à1) but : Mekhtiche   .

## Structure du Club

### Infrastructures

#### Stade Imam Lyes
Le stade Imam Lyes est situé dans la ville de Médéa revêtu en gazon naturel. Il est le lieu d’entraînement et de domiciliation des matchs du club. Depuis 2010, le stade est aux normes de la Fédération algérienne de football (FAF) , ce qui permet à l'OM d'accéder en Ligue 2 professionnelle.

#### Stade Si Hamdane
Le stade Si Hamdane est situé près de l'ancienne Casbah de Médéa, c'est le lieu d'entrainement et de domiciliation des matchs des catégories jeunes de l'équipe, la pelouse revêtu en gazon synthétique.

### Direction
- Président : Kamel Damerdji.
- Manager général : Amine Megateli.

## Personnalités du club

### Présidents du club
- Mustapha Ouali.
- Mohamed Mokhbat.
- Mohamed Mouhoubi.
- Mourad Lahlou.
- Mahfoud Boukhelkhal.
- Kamel Damerdji.

### Entraîneurs du club
- Mokdadi Belkacem
- Ahmed Echouf
- Kamel Lemoui (septembre 1968 - Juillet 1970) et (Septembre 1982 - Décembre 1982)
- Azzedine Aït Djoudi (Juin 1998 - Juillet 1999)
- Khaled Lounici (Juillet 2009- Mars 2011)
- Abdelkrim Latrache (Mars 2011-Juillet 2011)
- Rezki Amrouche (Juillet 2011-Octobre 2011)
- Mustapha Haddane (Octobre 2011-Janvier 2012)
- Abdelkrim Latrache (Janvier 2012-Juillet 2012)
- Majdi Kardi (Juillet 2012 - Novembre 2012)
- Mohamed Boumaâchouk (Novembre 2012 - Mars 2013)
- Mustapha Haddane (Mars 2013 - Juin 2013)
- Abdelhakim Boufenara (Juillet 2013 - Janvier 2014)
- Nabil Neghiz (Janvier 2014 - Août 2014)
- Mustapha Biskri (Septembre 2014 - Novembre 2015)
- El hadi Khazar (Novembre 2014 - Mars 2015)
- Chérif Hadjar (Mars 2015 - Juillet 2015)
- Youcef Bouzidi (Juillet 2015 - Septembre 2015)
- Sid-Ahemd Slimani (Septembre 2015 - Juin 2018)
- Said Hammouche (Juillet 2018 - Novembre 2018)
- Toufik Rouabah (Novembre 2018 - Juin 2019)
- Chérif Hadjar (Juin 2019 - Avril 2021)
- Noureddine Maroc (Mai 2021 - Juin 2021)
- Lotfi Sellami (Octobre 2021 - Février 2022)
- Karim Zaoui (Février 2022 - Juin 2022)
- Samir Zaoui (août 2022 - août 2022)
- Samir Boudjarane (août 2022 -)
- Karim Meftah (août 2023 -)

### Joueurs emblématiques
- Mahmoud Hantabli
- Dahmane Hannachi
- Djamel Tlemçani
- Fawzi Benkhalidi
- Mustapha Benkhaled
- Ali Benlakhal
- Youcef Hadjersi
- Mustapha Kouici
- Kamel Djahmoune
- Amar Kabrane
- Abdennour Mekhtiche
- Samir Zaoui
- Mouloud Belatrèche
- Mustapha Kerrache
- Hamid Berguiga
- Mohamed Ousserir

## Culture populaire

### Groupe de supporteurs

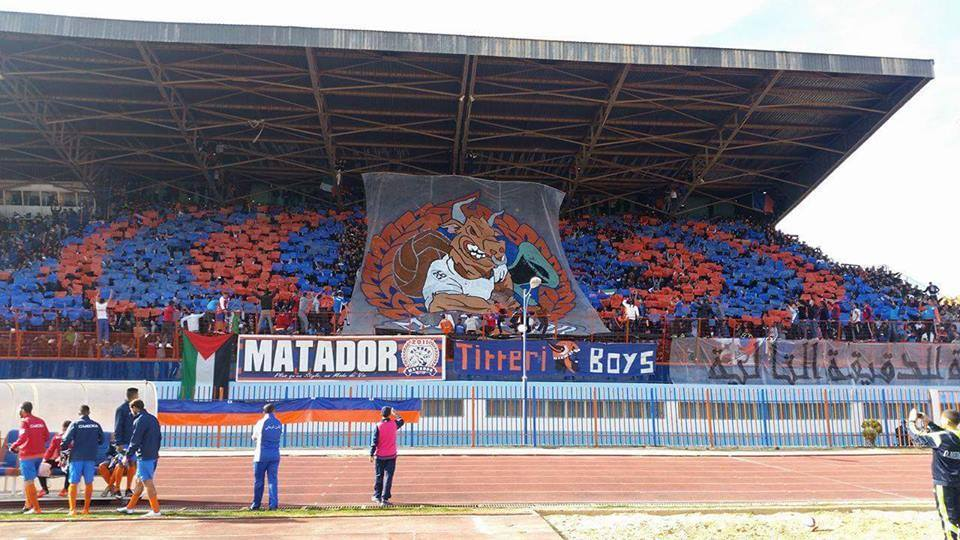
Ultras Matador Titteri Boys dans les gradins de stade Imam Lyes

Le club dispose de deux groupes de supporteurs ultras les Ultras Matador et les Ultras Titteri Army .
| Nom                | Abréviation | Date de création | Emplacement au stade |
| ------------------ | ----------- | ---------------- | -------------------- |
| Ultras Matador     | UM          | 2011             | Curva Blues          |
| Ultras Titery Army | UTA         | 2015             | Curva Blues          |